# Unterseeboot UB-56
Pour les autres navires du même nom, voir Unterseeboot 56.
L'Unterseeboot UB-56 est un sous-marin (U-Boot) allemand de type UB III utilisé par la Kaiserliche Marine pendant la Première Guerre mondiale. Il est mis en service dans la flottille des Flandres de la marine impériale allemande le 19 juillet 1917.
Il opéra dans le cadre de la flottille des Flandres basée à Zeebruges. L'UB-56 a coulé à 23 h 41 le 19 décembre 1917 à 50° 58′ N, 1° 21′ E après avoir heurté une mine. 37 membres d’équipage ont perdu la vie dans le naufrage.

## Conception
Comme tous les sous-marins de type UB III, l'UB-56 avait un déplacement de 516 tonnes en surface et de 646 tonnes en immersion. Ses moteurs lui permettaient de naviguer à 13,4 nœuds (24,8 km/h) en surface et à 7,8 nœuds (14,4 km/h) en immersion. Il avait une autonomie de 9020 milles marins (16710 km) à sa vitesse de croisière. L'UB-56 transportait 10 torpilles et était armé d’un canon de pont de 8,8 cm. L'UB-56 avait un équipage pouvant compter jusqu’à 3 officiers et 31 hommes. 

## Carrière
L'UB-56 a été construit par AG Weser à Brême. Après un peu moins d’un an de construction, il a été lancé à Brême le 6 juin 1917. Il a été mis en service plus tard la même année.

## Affectations
- Flottilles des Flandres / Flandern I : du 10 septembre au 19 décembre 1917

## Commandants
- Oberleutnant zur See Hans Valentiner[5] : du 19 juillet au 19 décembre 1917

## Navires coulés
| Date             | Nom         | Nationalité    | Tonnage | Destin. |
| ---------------- | ----------- | -------------- | ------- | ------- |
| 13 novembre 1917 | Atlas       | United Kingdom | 989     | Coulé   |
| 13 novembre 1917 | Axwell      | United Kingdom | 1442    | Coulé   |
| 17 novembre 1917 | Lalen Mendi | Espagne        | 2183    | Coulé   |
| 21 novembre 1917 | Maine       | France         | 773     | Coulé   |